# Natuurbescherming op Aruba
Natuurbescherming op Aruba is een activiteit die in dit land in een meer georganiseerde vorm plaatsvindt ongeveer vanaf het jaar 2000. Deze activiteit is belangrijk omdat het eiland deels een unieke natuur heeft. Op het eiland is er een door de overheid beheerd Nationaal park Arikok waar de natuur beschermd wordt. Verder zijn er verschillende niet-gouvernementele organisaties die zich met deze activiteit bezighouden.

## De natuur op Aruba
Ondanks het feit dat Aruba klein is qua oppervlakte, heeft het een rijk en divers ecosysteem. Dit maakt dat het eiland een belangrijk gebied vormt voor biodiversiteit binnen het Koninkrijk der Nederlanden. Verschillende diersoorten zijn er bedreigd, waaronder de meeste tropische schildpadsoorten. Op Aruba vindt men verschillende endemische soorten en subsoorten van planten en dieren. Deze soorten komen alleen voor op deze eilanden en nergens anders in de wereld.
Aruba is wat betreft oppervlakte de kleinste van de Benedenwindse Eilanden, heeft de minste neerslag en de wind waait het hardst. Het continentaal plateau dat Aruba verbindt met het Zuid-Amerikaanse vasteland maakt dat de natuur van dit eiland verschilt van die van Curaçao en Bonaire. Onder Aruba’s geologische kenmerken vindt men grotten en gigantische rotsen. Daarbij heeft Aruba lange witte stranden. Er waait een stevige noordoostpassaat, die het eiland tot een paradijs voor windsurfers en strandliefhebbers maakt. Belangrijke natuurgebieden zoals mangrovebossen aan de zuidkant van het eiland en de aanwezigheid van zeegras lokken zeeschildpadden naar de kust en spelen een belangrijke rol binnen de voedselketen van de zee.
Zie ook: 
- Lijst van wettelijk beschermde planten in Aruba
- Lijst van wettelijk beschermde dieren in Aruba

## Nationaal park Arikok
Het Nationaal Park Arikok werd officieel bekrachtigd door de overheid in 2000, alhoewel de plannen al sinds de jaren zestig bestonden. Het doel is de conservatie, beheer en bescherming van de Arubaanse flora, fauna en cultuur en het behoud van culturele symbolen binnen het park. Het park beslaat 18 procent van het eiland, met 34 km2 natuurgebied en ligt aan het noordoostelijke deel van Aruba.

## Ramsargebieden
Op grond van de Conventie van Ramsar, die ook voor Aruba geldt, verbindt een land zich ertoe ten minste één drasland aan te wijzen om te worden opgenomen in de lijst van watergebieden van internationale betekenis, in het bijzonder als woongebied voor watervogels. Onder Ramsar nr. 198 komt de Spaans Lagoen vanwege de grote biodiversiteit als beschermd watergebied op deze lijst voor. In 2017 werd de bescherming van dit gebied ook via Arubaanse wetgeving geregeld en werd het beheer bij het Nationaal park Arikok ondergebracht.

## Overige beschermde gebieden
In 2020 kwam de wettelijke bescherming van de volgende natuurgebieden tot stand en werd het beheer aan de stichting Nationaal Park Arikok overgedragen:
1. California duinen
2. Saliña Tierra del Sol
3. Saliña Malmok/Saliña Serka
4. Saliña Palm Beach/Plas The Mill Resort
5. Bubaliplas
6. Sero Teishi
7. Ramsargebieden: Spaans Lagoen en Mangel Halto
8. Rooi Bringamosa
9. Rooi Taki
10. Rooi Manoonchi
11. Rifeilanden van Oranjestad
12. Gebieden met mangroven: Cay, Parkietenbos, Isla di Oro/Mangel Halto en Commandeursbaai
13. Rooi Lamoenchi
14. Saliña Savaneta
15. Rif van San Nicolas tot Oostpunt
16. Strip (oost) Seroe Colorado Baby Beach tot aan Boca Grandi

## Niet-gouvernamentele organisaties

### Aruba Marine Park Foundation
Aruba Marine Park Foundation werd in 2010 gesticht en is een niet-gouvernementele non-profitorganisatie die streeft naar het behoud van het ecosysteem in zee door de vestiging van een officieel zeereservaat voor Aruba.

### Turtugaruba Foundation for Sea Turtle Conservation
Turtugaruba werd opgericht in 2003 maar daarvoor bestond er al een plan dat ontwikkeld werd in 1993 door Widecast en de UN Caribbean Environment Program, genaamd: de STRAP Sea Turtle Recovery Plan (Reddingsplan voor Zeeschildpadden). De stichting hanteert dit plan als leidraad. Turtugaruba heeft als doel educatie en opwekking van publiek bewustzijn, en bescherming en behoud van de leefomgeving van de Caraïbische zeeschildpadden.

### Aruba Birdlife Conservation
Aruba Birdlife Conservation werd in 2010 gesticht en is ook een niet-gouvernementele non-profitorganisatie. De organisatie heeft als doel de bescherming van de Arubaanse flora en fauna en de conservatie en bevordering van de leefomgeving van vogels.